# Neosalurnis insignis
Neosalurnis insignis är en insektsart som beskrevs av Medler 1992. Neosalurnis insignis ingår i släktet Neosalurnis och familjen Flatidae. Inga underarter finns listade i Catalogue of Life.